# Capitalism II
Trevor Chan's Capitalism II es el videojuego de simulación económica secuela de Capitalism. Fue creado por Enlight, y publicado por Ubisoft Entertainment en 2001.
El jugador crea y controla un imperio económico. Este videojuego de estrategia cubre casi todo aspecto de negocios que puede ser encontrado en el mundo real; incluyendo mercados, compras, importación, etc. Aparecen dos nuevas campañas. 
El estilo del videojuego es parecido a la versión original. Una de las diferencias notables de Capitalism I es que hay pocos productos derivados de fuentes agrícolas.